# Olivier de Goursac
Olivier de Goursac (né en 1959) est un banquier français, spécialiste de financements de projets à l'international et de la RSE. En tant qu'astronome amateur et auteur d'ouvrages de vulgarisation auprès du grand public, c'est aussi un passionné de la planète Mars et des missions lunaires (programme Apollo, atterrisseurs et sondes orbitales, programme Constellation...), ainsi que de Pluton (planète naine), dont il a suivi tous les développements des missions depuis 1989, jusqu'à son survol réussi par la sonde New Horizons. Il s'est fait une spécialité du retraitement des images spatiales, notamment de celles acquises par les sondes martiennes et par les astronautes sur la Lune, mais aussi de l'histoire des programmes spatiaux lunaires et martiens.
Ses contacts avec la NASA débutent en 1976, après l’atterrissage des sondes du programme Viking. Il séjourne alors au Jet Propulsion Laboratory en Californie où il est intégré comme étudiant dans la toute dernière équipe du programme Viking jusqu'à la fin de la mission. Il devient ensuite le correspondant pour la France des programmes martiens du Jet Propulsion Laboratory ("Mars Outreach") à l'occasion du démarrage du programme Mars Pathfinder en 1993, où il cogère sa communication auprès du grand public en aidant à la conception et au lancement de son site Internet jusqu'à la fin de la mission en 1997. Régulièrement, il coorganise en France des évènements populaires liés à l'exploration de l'espace (atterrissages des sondes Mars Pathfinder, Mars Polar Lander, Spirit et Opportunity les deux Mars Exploration Rover, Phoenix et Mars Science Laboratory, atterrissage du module Huygens sur Titan, anniversaires des missions lunaires du Programme Apollo...). 
Ses stages l’ont aussi amené à côtoyer de nombreux acteurs du programme Apollo à la NASA et lors des Festivals d’Aéronautique organisés par Bernard Chabbert. En 1994, à l’occasion du 25ème anniversaire d'Apollo 11, il a testé des assemblages plus précis des images en vastes panoramas. Ensuite, il a été associé au lancement du programme lunaire habité "Constellation", en produisant pour le centre NASA/GSFC des panoramas qui furent utilisés par des astronautes dans leurs présentations. Ceux-ci furent montrés lors des colloques organisés par la NASA aux Etats Unis à l’occasion de la célébration du 40ème anniversaire d’Apollo 11 (publiés dans "LUNE", éd. Tallandier, 2009). Parallèlement, il a aussi compilé les données historiques du programme Apollo en revisitant son architecture complète, ses vols spatiaux et ses aspects humains. A noter que l’ouvrage "APOLLO" (Flammarion, 2019) en est un résumé encyclopédique illustré,.  
Olivier de Goursac est membre de la section française de la Mars Society, de la Société astronomique de France, de l'Aéro-Club de France et est "Charter Member" de The Planetary Society. Il coopère par ailleurs à des magazines comme L’Astronomie, Ciel & Espace, ou Valeurs actuelles.

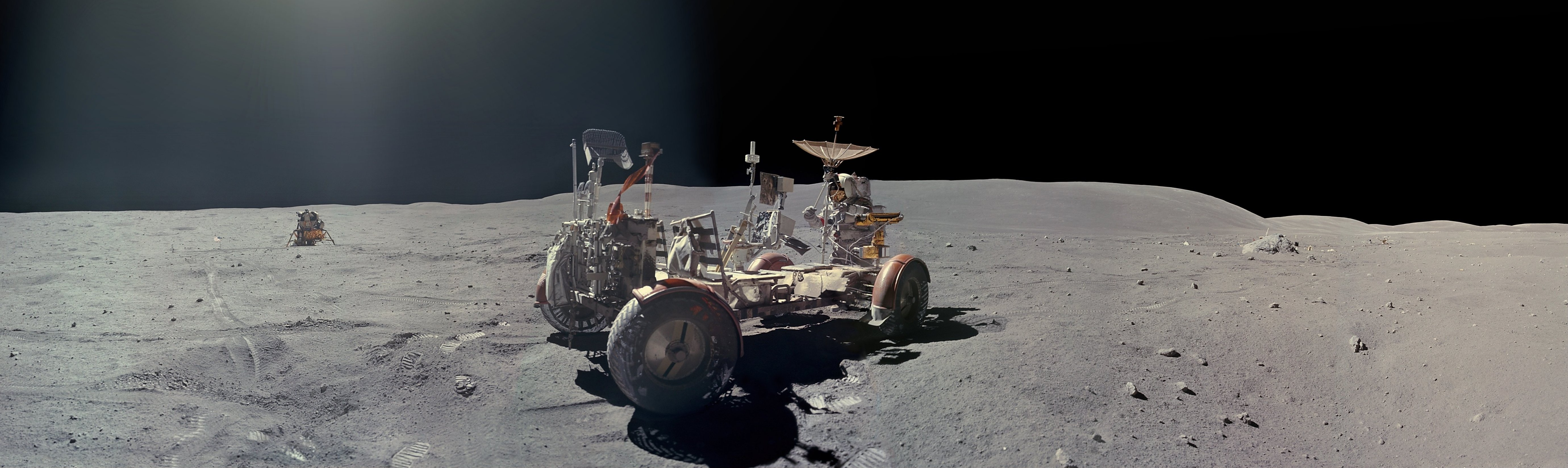
L'astronaute John Young aligne l'antenne à haut gain du rover lunaire vers la Terre. Remarquez les pneus du rover constitués de treillis métallique, et la présence du module lunaire en arrière-plan.

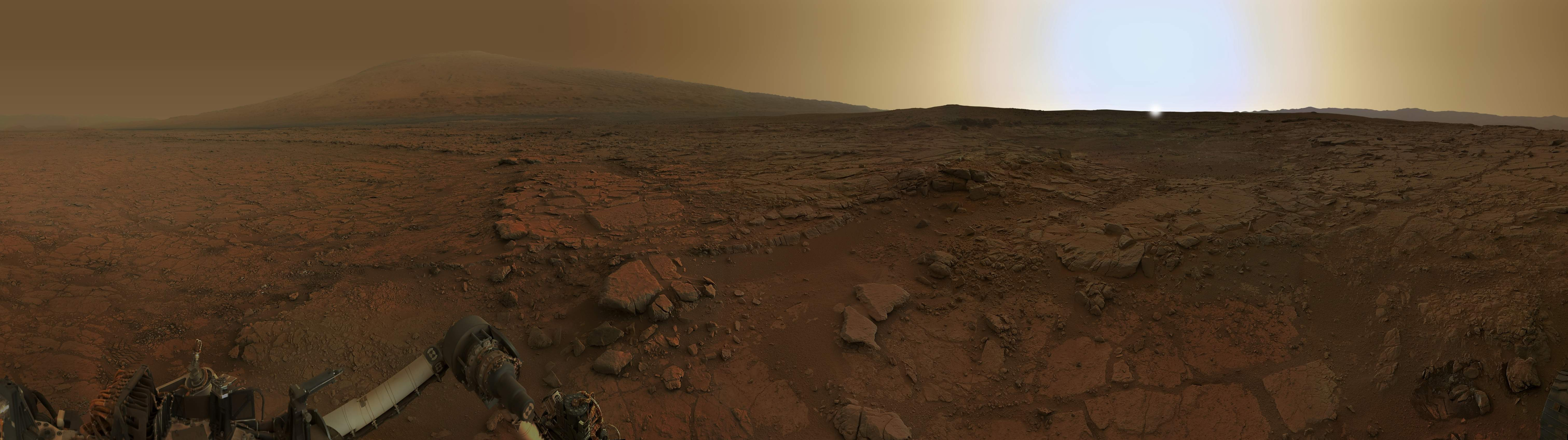
Coucher de Soleil sur Mars.

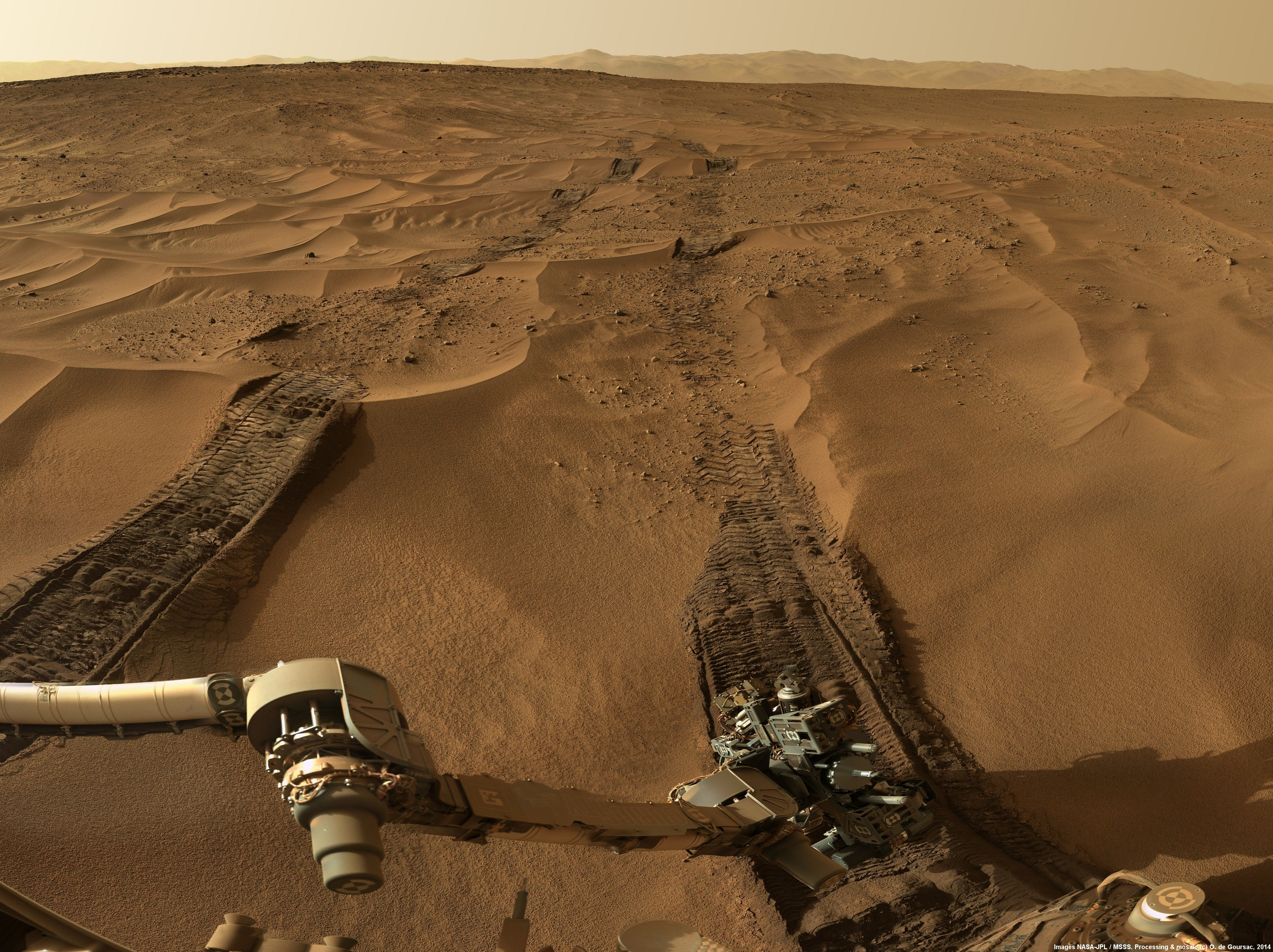
Champ de dunes sur Mars.

## Publications
- Douze hommes sur la Lune !, Olivier de Goursac, n° spécial revue "L’Astronomie", Société astronomique de France, 1994
- Lune : les Carnets de Voyage, Olivier de Goursac, revue "Eclipse" (dossier sur 3 n°s), 1999
- Bilan de la mission Mars Pathfinder – Le Roman d’un grand succès, "L’Astronomie", Société astronomique de France, août-octobre 1999
- A la conquête de MARS, Larousse, février 2000, 215 p.,  (ISBN 978-203505041-0)
- Au plus près de la planète Mars, ouvrage collectif coordonné par Philippe Morel, Vuibert, juillet 2003, 291 p.  (ISBN 978-2711753352)
- Visions de MARS, La Martinière, septembre 2004, 159 p.,  (ISBN 978-273243214-4)
- Visions of MARS, Harry N. Abrams Publishing, NY, janvier 2005, 159 p.,  (ISBN 978-0810992108)
- Bilder vom MARS, Knesebeck, janvier 2005, 159 p,  (ISBN 978-3896602909)
- La conquête spatiale racontée aux enfants, La Martinière, avril 2006  (ISBN 978-2732434087)
- SPACE: Exploring the Moon, the Planets, and Beyond, Abrams Books for Young Readers, NY, novembre 2006  (ISBN 978-0810957190)
- Die Raumfahrt - für Kinder erzählt, Knesebeck, novembre 2006  (ISBN 978-3896603678)
- La Conquista Espacial Explicada a Los Ninos, Libreria Universitaria de Barcelona, novembre 2006  (ISBN 978-9707771673)
- LUNE, Tallandier, janvier 2009,  (ISBN 978-284734213-0)
- Walking on the MOON - A New Photographic Experience of the NASA Lunar Explorations, Five Ties Publishing,  (ISBN 978-0979472787) (to be published)
- La Conquête Spatiale racontée à tous, La Martinière, avril 2019  (ISBN 978-2732491004)
- APOLLO – l’Histoire, les Missions, les Héros, Flammarion, mai 2019,  (ISBN 978-2081486577)
- Destination MARS en passant par la LUNE, La Martinière Jeunesse, septembre 2023,  (ISBN 979-1040110996)
- PLUTON - La Quête, l'Exploration, la Polémique, Delachaux et Niestlé, octobre 2023,  (ISBN 978-2603029756)
- Encyclopædia Universalis (coauteur)
  - Grand Atlas Universalis de l’espace (1989),  (ISBN 978-2852299115)
  - La Science au présent (1993...)